# Manama
Manama (in arabo منامة‎?, Al-Manāmah) è la capitale del Bahrein. È la più grande città dello Stato, con una popolazione approssimativa di 329.510 persone ma l'area metropolitana supera i 628.000 abitanti circa, circa un quarto dell'intera popolazione del Bahrein.
Situata sulle coste del Golfo Persico, Manama è abitata da una popolazione estremamente variegata. Dopo un periodo di controllo portoghese e persiano, nel XX secolo, la ricchezza petrolifera del Bahrein contribuì a stimolare una rapida crescita economica e demografica, trasformando Manama in un importante centro finanziario del Medio Oriente.
Manama è stata anche una delle dodici municipalità del Bahrein e ora fa parte del Governatorato della Capitale.

## Storia
Manama viene citata nelle cronache islamiche già a partire dal 1345. Fu conquistata dai portoghesi nel 1521 e successivamente dai persiani nel 1602. È stata sotto il controllo, con brevi interruzioni, della dinastia regnante Al Khalifa dal 1783. Manama è stata dichiarata porto franco nel 1958, e nel 1971 è diventata la capitale dello Stato indipendente del Bahrein.
Il nord dell'isola di Bahrein, dominato oggi dal centro di Manama, è abitato da circa 5.000 anni, come testimoniato dai resti archeologici intorno alla fortezza di Qal'at al-Bahrein. I primi abitanti sono riconducibili al popolo Dilmun. L'isola fu presto sconvolta da una serie di invasioni, che cominciano da quella assira e terminano con quella araba. Gli abitanti di Manama furono convertiti all'Islam durante il VII secolo.
Nel 1521 i portoghesi cacciarono gli abitanti della città e occuparono il suo territorio. La fortezza di Qal'at al-Bahrain fu costruita durante la dominazione portoghese, durata sino al 1602, anno in cui i Safavidi presero possesso dell'area. I nuovi governanti designarono il vicino insediamento di Bilad Al Qadeem come capitale della provincia. La città era anche la sede del governatore persiano e dello Sheikh ul-Islam delle isole. Quest'ultima autorità era sotto la giurisdizione del governo safavide centrale e, come tale, i candidati erano attentamente vagliati dai tribunali di Isfahan. Durante l'era safavide, le isole continuarono ad essere un centro per lo studio dello sciismo duodecimano, formando chierici da inviare nella Persia continentale. Inoltre, la ricca regione agricola settentrionale del Bahrain ha continuato a prosperare grazie all'abbondanza di fattorie e frutteti di palme da dattero. L'apertura dei mercati persiani alle esportazioni del Bahrein, in particolare alle perle, ha dato impulso all'economia locale. Il reddito annuo delle perle del Bahrein esportate era di 600.000 ducati, raccolti da circa 2.000 sambuchi perlati.[13] Un altro fattore che contribuì alla ricchezza agricola del Bahrein fu la migrazione nel 1537 di coltivatori sciiti fuggiti da Qatif e al-Hasa occupate dagli ottomani.
Nel 1783 la tribù araba dei Bani Utbah invase il Bahrain scacciando il governatore persiano Nasr Al-Madhkur. In conseguenza di questo fatto la famiglia Al Khalifa, dal vicino Qatar, prese il controllo di tutta l'isola. La costante instabilità politica che caratterizzò gli ultimi decenni del XVIII secolo ed i primi del XIX fece sì che l'economia locale crollasse, anche in seguito alla fuga verso il Kuwait e Bushehr dei mercanti di perle. Con l'aumento dei traffici commerciali britannici nel golfo Persico, il governo di Londra aumentò la presenza militare nella regione obbligando i potentati locali a stipulare una serie di accordi contro la pirateria e la schiavitù. Nel 1861 il Bahrein divenne ufficialmente un protettorato inglese.
Con lo scoppio della prima guerra mondiale Manama divenne una base militare britannica per le operazioni in Mesopotamia. Nel 1919 il Bahrein venne ufficialmente annesso all'Impero britannico ed incluso nella residenza di Bushehr, a sua volta parte dell'Impero anglo-indiano. Il controllo inglese sull'isola si fece così sempre più stretto, grazie al conferimento di maggiori poteri all'agente politico residente a Bushehr. Negli anni '20 gli inglesi spinsero per una serie di riforme amministrative in Bahrain, trovando l'opposizione dei leader tribali, e costrinsero l'anziano Isa ibn Ali Al Khalifa ad abdicare in favore del figlio Hamad ibn Isa Al Khalifa, dalla mentalità riformista. Nel 1919 fu istituito un governo municipale a Manama , nel 1923 fu riorganizzato l'ufficio doganale e posto sotto la supervisione di un uomo d'affari inglese. La pesca delle perle fu successivamente regolamentata nel 1924. I tribunali civili furono istituiti per la prima volta nel 1923, mentre l'anno seguente venne istituito il Dipartimento di registrazione fondiaria. Charles Belgrave, dell'ufficio coloniale, fu nominato nel 1926 dagli inglesi per portare avanti ulteriori riforme e gestire l'amministrazione come consulente finanziario del re. In seguito ha organizzato la Polizia di Stato ed è stato responsabile dei dipartimenti delle finanze e del territorio del governo. Nel 1927 l'economia del Bahrein crollò di colpo in seguito all'introduzione nel mercato mondiale delle perle d'allevamento d'origine giapponese.
Quando fu scoperto il petrolio a 30 km a sud di Manama nel 1932 il Bahrein acquistò improvvisamente una grande importanza strategica. Nel 1940 Manama fu bombardata dalla Regia Aeronautica. Durante la seconda guerra mondiale il Bahrein assunse anche una rilevanza strategica, essendo un'importante base di collegamento tra le forze britanniche in Europa e quelle in India. Nel secondo dopoguerra, con la crisi di Suez e la crescita in tutto il Medioriente del nazionalismo arabo, nel 1956 si registrarono anche a Manama le prime proteste contro la dominazione coloniale britannica. Nel marzo 1965 esplosero una seconda ondata di manifestazioni indipendentiste che furono represse nel sangue dagli inglesi. Tre anni dopo il governo di Londra annunciò che il Bahrein sarebbe diventato indipendente nel 1971. Con l'indipendenza del paese Manama ne divenne la capitale. Questo fu l'inizio di un periodo che vide crescere e fiorire l'economia, crescita dovuta principalmente alla notevole ricchezza accumulata attraverso la produzione di petrolio e alla sua lavorazione e raffinamento. La costante espansione edilizia ha favorito l'afflusso in città di migliaia di immigrati provenienti dal subcontinente indiano. A partire dal 1981 la popolazione straniera supera per 2 a 1 quella locale.
Nel 2011 la città è stata sconvolta un mese di proteste nate sulla scia della primavera araba e portate avanti dalla maggioranza sciita contro la minoranza sunnita al governo. Gli scontri hanno portato all'intervento nel paese di un contingente militare dei paesi del Golfo e alla proclamazione per tre mesi dello stato d'emergenza.

## Geografia fisica
Manama è situata sul Golfo persico, nella parte nord-est dell'isola del Bahrein. Non lontano dalla capitale si trovano la città di Sitrah, a sud-est, e quella di Jidd Haffs ad ovest.
Manama è suddivisa in 19 distretti:
- Manama Souq
- Awadhiya
- Adliya
- Bu Ashira
- Bu Ghazal
- Diplomatic Area
- Ghuraifa
- Gudaibiya
- Gufool
- Hoora
- Juffair
- Mahooz
- Noaim
- Ras Rumman
- Seef
- Segaya
- Sulmaniya
- Umm Al Hassam
- Zinj

### Clima
Secondo la classificazione climatica di Köppen, il clima di Manama è di tipo desertico. Come il resto del Bahrein, Manama è soggetta a condizioni climatiche estreme, con temperature estive che possono raggiungere i 45 °C, mentre in inverno le minime possono scendere fino a 7 °C, con occasionali episodi di grandine.
Le temperature medie stagionali variano generalmente tra 17 °C in inverno e 34 °C in estate.
| Manama (1991-2020)           | Mesi | Mesi | Mesi | Mesi | Mesi | Mesi | Mesi | Mesi | Mesi | Mesi | Mesi | Mesi | Stagioni | Stagioni | Stagioni | Stagioni | Anno  |
| Manama (1991-2020)           | Gen  | Feb  | Mar  | Apr  | Mag  | Giu  | Lug  | Ago  | Set  | Ott  | Nov  | Dic  | Inv      | Pri      | Est      | Aut      | Anno  |
| ---------------------------- | ---- | ---- | ---- | ---- | ---- | ---- | ---- | ---- | ---- | ---- | ---- | ---- | -------- | -------- | -------- | -------- | ----- |
| T. max. media (°C)           | 20,7 | 22,0 | 25,5 | 30,6 | 36,1 | 38,6 | 39,7 | 39,6 | 37,7 | 34,0 | 28,0 | 22,9 | 21,9     | 30,7     | 39,3     | 33,2     | 31,3  |
| T. min. media (°C)           | 14,5 | 15,4 | 18,1 | 22,4 | 27,2 | 30,0 | 31,4 | 31,5 | 29,5 | 26,4 | 21,6 | 16,8 | 15,6     | 22,6     | 31,0     | 25,8     | 23,7  |
| T. max. assoluta (°C)        | 29,7 | 34,7 | 38,1 | 41,3 | 46,7 | 47,3 | 47,5 | 45,6 | 45,5 | 42,8 | 37,2 | 30,6 | 34,7     | 46,7     | 47,5     | 45,5     | 47,5  |
| T. min. assoluta (°C)        | 2,7  | 7,9  | 10,9 | 10,8 | 18,7 | 18,4 | 25,3 | 21,8 | 18,9 | 18,8 | 11,7 | 6,4  | 2,7      | 10,8     | 18,4     | 11,7     | 2,7   |
| Precipitazioni (mm)          | 18,1 | 13,0 | 14,7 | 7,5  | 8,0  | 0,0  | 0,0  | 0,0  | 0,0  | 0,9  | 16,8 | 15,2 | 46,3     | 30,2     | 0,0      | 17,7     | 94,2  |
| Giorni di pioggia            | 2,5  | 1,9  | 2,5  | 1,3  | 0,3  | 0,0  | 0,0  | 0,0  | 0,0  | 0,2  | 1,6  | 2,3  | 6,7      | 4,1      | 0,0      | 1,8      | 12,6  |
| Umidità relativa media (%)   | 69,1 | 67,2 | 61,5 | 54,4 | 47,6 | 46,2 | 50,7 | 58,0 | 59,2 | 62,3 | 63,6 | 68,7 | 68,3     | 54,5     | 51,6     | 61,7     | 59,0  |
| Ore di soleggiamento mensili | 232  | 221  | 245  | 256  | 316  | 344  | 337  | 334  | 316  | 306  | 249  | 235  | 688      | 817      | 1 015    | 871      | 3 391 |

## Economia
L'economia di Manama è la stessa di tutto il resto del Bahrein: estrazione e raffinazione del petrolio, fabbricazione di dhow, pesca e produzione di perle. Sull'isola Al Muharraq si trova l'Aeroporto Internazionale del Bahrein, che serve Manama, alla quale è collegato. Manama è anche la sede dell'Università del Bahrein, fondata nel 1986.

## Istruzione
Manama ha una vasta gamma di università, college e scuole. In tutto si contano 10 scuole di rilievo:
- Ahlia University
- Applied Science University
- Arab Open University
- Arabian Gulf University
- Bahrain Institute of Banking and Finance
- King Abdulaziz University College of Health Sciences
- Delmon University
- New York Institute of Technology
- RCSI-Bahrain
- Bahrain School

## Amministrazione

### Gemellaggi
- Karachi